# Galerita mexicana
Galerita mexicana är en skalbaggsart som beskrevs av Maximilien de Chaudoir. Galerita mexicana ingår i släktet Galerita och familjen jordlöpare. Inga underarter finns listade i Catalogue of Life.